# Adam Rose (acteur)
Pour les articles homonymes, voir Adam Rose.
Adam Rose est un acteur israélien. 

## Biographie
Adam Rose est né le 24 juillet 1987 à Jérusalem, Israël. Son père était un chantre rabbinique et sa mère était une chanteuse d’opéra. Baigné dans les arts dès son plus jeune âge, Adam Rose pratique les claquettes, le jazz, le ballet et les arts martiaux.

## Carrière
L’année de sa naissance, il apparaît dans la série télévisée Casualty.
Il commence sa carrière de doubleur en 1996 dans la série animée KaBlam qu’il doublera pendant 3 ans. En 1997, à l’âge de 10 ans, il joue dans le film Harry dans tous ses états de Woody Allen. La même année, il joue dans la pièce de théâtre Baby Anger écrite par Peter Hedges et dirigé par Michael Mayer.
En 1998, il double Peanut Otter, le personnage principal de la série d’animation Les Tifoudoux produit par Disney Channel. En 1999, il joue dans The Gathering dirigé par Theodore Bikel ainsi que dans la série télévisée New York 911. Cette même année, il joue dans le film Fare Well Miss Fortune.
A l'âge de 15 ans, il devient la plus jeune personne à enseigner la danse au Broadway Dance Center (en) à New York en enseignant de la Danse hip-hop. Au même moment, il étudie les arts dramatiques à Fiorello H. LaGuardia High School.
En 2003, il joue le rôle d’un enfant juif addict dans le film The Hebrew Hammer. L’année suivante, il joue dans la série télévisée Les Soprano.
En 2005, il joue dans Les Berkman se séparent au côté de Jesse Eisenberg et continue sa carrière au théâtre dans Dead End dirigé par Nicholas Martin.
En 2006, il fait une apparition dans la série télévisée Malcolm.
En 2007, il joue dans HBO Voyeur Project réalisé par Jack Scott ainsi que dans la série télévisée FBI : Portés disparus et Aliens in America.
L’année suivante, il fait une apparition dans la série télévisée Bones.
En 2009, Adam Rose apparaît dans la série télévisée Earl, dans le film In the Air au côté de l'acteur George Clooney ainsi que dans le film Camouflage.
Depuis 2010, il fait des apparitions dans de nombreuses séries télévisées et de nombreux films notamment Le Plan B au côté de Jennifer Lopez, Weeds, Margaret, Suits : Avocats sur mesure, Supernatural et Santa Clarita Diet.
En 2011, Adam Rose a écrit et dirigé le court-métrage Queen. Il a également produit le long-métrage Lucid en 2018.

## Filmographie

### Séries télévisées
- 1987 : Casualty : Russ
- 1999 : New York 911 : Isaac
- 2004 : Les Soprano : Todd
- 2006 : Malcolm : Ken
- 2006 – 2019 : Veronica Mars : Max
- 2007 : HBO Voyeur Project
- 2007 : FBI : Portés disparus : Todd/Brad/Bradley Foster
- 2007 – 2008 : Aliens in America : Dooley
- 2008 : Bones : Dr. Andrew Hopp
- 2009 : Earl : Ronnie
- 2010 : Weeds : Joe Knock
- 2011 : La Loi selon Harry : A.D.A. Rob Kimball
- 2011 : Mr. Sunshine : Tommy
- 2012 : Vanessa & Jan : Ziven
- 2012 : Stage 5 : lui-même
- 2013 : Monday Mornings : Joe Newton
- 2013 : Castle : Mike Boyer
- 2013 : La Diva du divan : Stuart Hackett
- 2013 : Suits : Avocats sur mesure : Omar
- 2013 : Twisted Tales : Danny Doyle
- 2013 : Film Pigs : lui-même
- 2013 – 2016 : Supernatural : Aaron Bass
- 2014 : Super Fun Night : Marcello
- 2014 : NCIS : Nouvelle-Orléans : Jesse Neville
- 2015 : Hot girl walks by : Jake
- 2015 : Switched : Gleen Daly
- 2015 : iZombie : Byron Thistlewaite
- 2016 : Relationship Status : Iwen
- 2017 – 2018 : Santa Clarita Diet : Orderly Barton
- 2018 : Modern Family : Adam
- 2018 : The Hillywood show : lui-même
- 2018 : New Amsterdam : Saison 4 Ep 16 et 17 : Le barman
- 2019 : Merry Happy Whatever : Todd
- 2020 : Carol's Second Act : Jake
- 2020 : Los Angeles : Bad Girls : Nathan Baker

### Cinéma

#### Longs-métrages
- 1997 : Harry dans tous ses états : Mel’s son
- 1999 : Fare Well Miss Fortune Brad’s son
- 2003 : The Hebrew Hammer : un enfant juif addict
- 2005 : Les Berkman se séparent : Otto
- 2009 : In the Air : Makeout Dave
- 2009 : Camouflage : Eddie
- 2010 : Le Chasseur de primes : Jimmy
- 2010 : Le Plan B : Louie
- 2011 : Margaret : Anthony
- 2015 : Emily & Tim : Jon Posnick
- 2016 : Deadly Signal : Parker
- 2017 : Budding Prospects : Felix
- 2017 : Le Mariage de mon ex
- 2020 : 1 Night in San Diego : Kevin

#### Courts-métrages
- 2010 : First dates : Steven
- 2012 : Literally, Right before Aaron : Adam
- 2015 : Cops and Robbers : G.G.
- 2016 : Becoming : Daniel
- 2016 : Homeowner : Dan (voix)
- 2017 : Didi's unsolicited satire frolicsome Christmas Spectacular : an optimistic Holiday : lui-même
- 2017 : Stranger Things Snapchat Remake : Dr. Brenner/Steve Harrington

### Théâtre
- 1997 : Baby Anger dirigé par Michael Mayer : Steven
- 1997 : Dead End dirigé par Nicholas Martin : Angel
- 1999 : The Gathering dirigé par Theodore Bikel : Michael

### Doublage
- 1996 – 1999 : KaBlam ! : Ryan Malloy
- 1999 : The Henry & June Show : Ryan Malloy
- 1998 – 2001 : Les Tifoudoux: Peanut Otter

### Production et réalisation
- 2011 : Queen comme directeur et scénariste
- 2018 : Lucid comme producteur

## Récompenses et nominations

### Récompenses
| Année | Festival                             | Catégorie      | Film  |
| ----- | ------------------------------------ | -------------- | ----- |
| 2012  | Humboldt International Film Festival | Best Narrative | Queen |
| 2012  | Queens World Film Festival           | Jury Award     | Queen |

### Nominations
| Année | Festival                                 | Catégorie            | Film  |
| ----- | ---------------------------------------- | -------------------- | ----- |
| 2012  | Festival international du film de Boston | Best Narrative Short | Queen |
| 2012  | Festival international du film de Boston | Jury Award           | Queen |
| 2012  | Cinequest San Jose Film Festival         | Best Narrative Short | Queen |
| 2012  | USA Film Festival                        | Special Jury Award   | Queen |